# Lijst van monarchen van Albanië (middeleeuwen)
Dit is een overzicht van monarchen van Albanië tijdens de middeleeuwen.
In het jaar 1190 van de 12e eeuw stichtte de Progoni-dynastie de eerste Albanese staat; het vorstendom Arbër. De Liga van Lezhë was de laatste soevereine Albanese staat in de middeleeuwen tot de Ottomaanse verovering van Albanië in 1479.

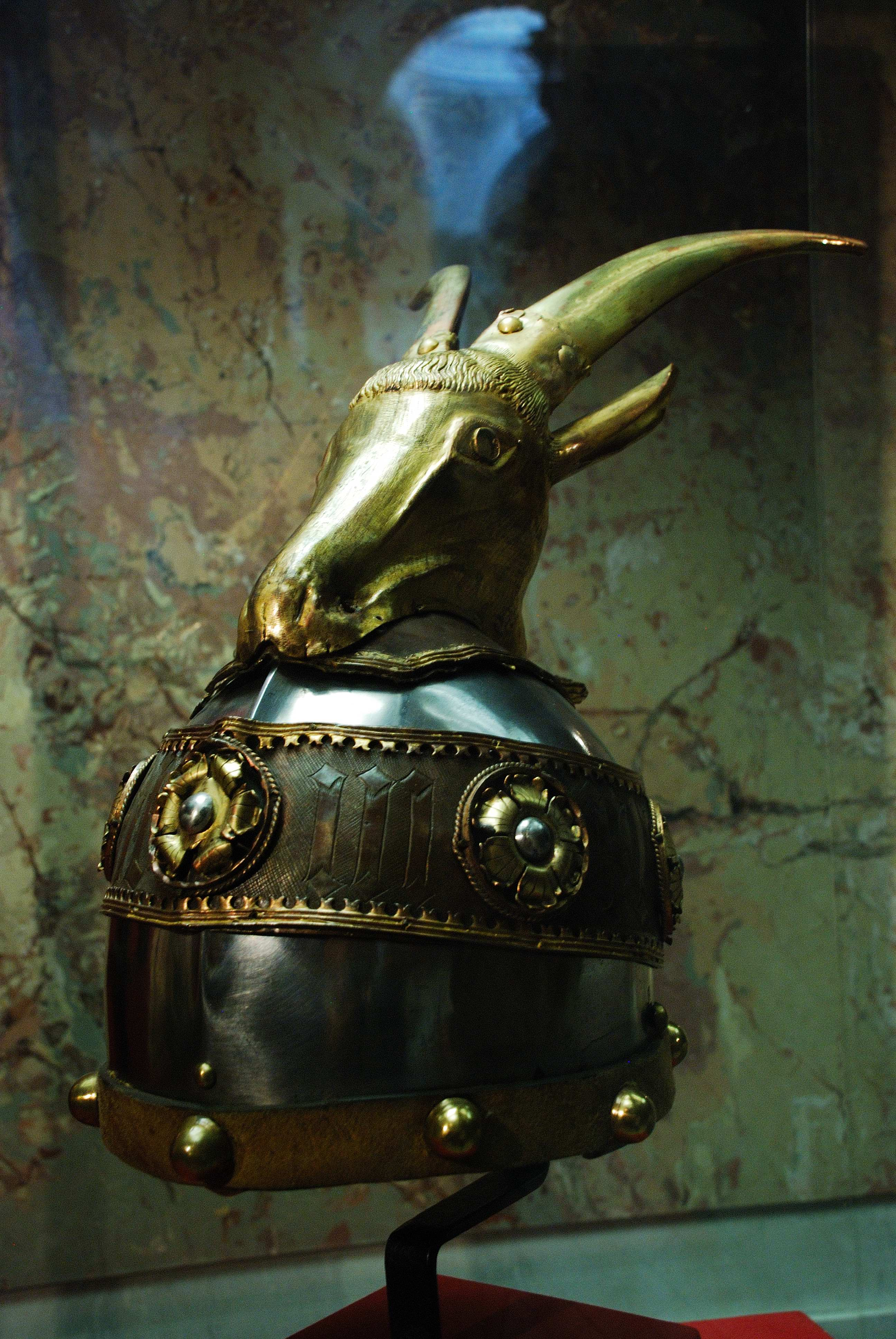
Kroon van Gjergj Kastrioti; vorst van Albanië van 1444 tot 1468.

## Heerserslijst

### Vorstendom Arbër(1190-1256)
Dynastie: Progoni
| Afbeelding | Monarch          | Regeringsperiode |
| ---------- | ---------------- | ---------------- |
|            | Progon           | 1190-1198        |
|            | Gjin Progoni     | 1198-1208        |
|            | Dhimitër Progoni | 1208-1216        |
|            | Grigor Kamona    | 1216-1253        |
|            | Golem            | 1253-1256        |

### Vorstendom Gropa(1258-1395)
| Afbeelding | Monarch         |
| ---------- | --------------- |
|            | Pal I Gropa     |
|            | Andrea I Gropa  |
|            | Zaharia Gropa   |
|            | Pal II Gropa    |
|            | Andrea II Gropa |

### Kapitein van Durrës(1261-1272)
| Afbeelding | Monarch      | Regeringsperiode |
| ---------- | ------------ | ---------------- |
|            | Andrea Vrana | 1261-1272        |

### Koninkrijk Albanië(1272-1368)
- Het koninkrijk Albanië was een personele unie tussen het huis Anjou-Sicilië, het koninkrijk Sicilië en de lokale Albanese vorsten. Het was de jure een onafhankelijke staat.

| Monarch | Monarch                      | Regeringsperiode |
| ------- | ---------------------------- | ---------------- |
|         | Karel I van Napels           | 1272–1285        |
|         | Karel II van Napels          | 1285–1294        |
|         | Filips I van Tarente         | 1294-1332        |
|         | Robert van Anjou             | 1332-1333        |
|         | Jan van Durazzo              | 1333-1336        |
|         | Karel I Robert van Hongarije | 1336-1348        |
|         | Johanna I van Napels         | 1348-1366        |
|         | Lodewijk van Navarra         | 1366-1368        |

### Vorstendom Matranga(1280-1367)
| Afbeelding | Monarch          | Regeringsperiode |
| ---------- | ---------------- | ---------------- |
|            | Vlash Matranga   |                  |
|            | Pal Matranga     |                  |
|            | Blasius Matranga | 1355-1367        |

### Vorstendom Muzaka(1280-1444)
Dynastie: Muzaka
| Afbeelding | Monarch           | Regeringsperiode |
| ---------- | ----------------- | ---------------- |
|            | Andrea I Muzaka   | 1280–1319        |
|            | Teodor I Muzaka   | 1319–1331        |
|            | Andrea II Muzaka  | 1331–1372        |
|            | Teodor II Muzaka  | 1372–1389        |
|            | Teodor III Muzaka | 1389-1444        |

### Vorstendom Jonima(1319-1444)
| Afbeelding | Monarch          |
| ---------- | ---------------- |
|            | Dhimitër Jonima  |
|            | Vladislav Jonima |
|            | Marin Jonima     |

### Vorstendom Thopia(1328-1444)
Dynastie: Thopia
| Afbeelding | Monarch           | Regeringsperiode |
| ---------- | ----------------- | ---------------- |
|            | Tanush I Thopia   | 1328-1338        |
|            | Andrea I Thopia   | 1338-1343        |
|            | Karl Thopia       | 1355–1387        |
|            | Gjergj Thopia     | 1387–1392        |
|            | Konstantin Balsha | 1392-1405        |
|            | Helena Thopia     | 1402-1403        |
|            | Niketa Thopia     | 1403-1415        |

### Despotaat Arta(1358–1416)
| Afbeelding | Monarch       | Regeringsperiode |
| ---------- | ------------- | ---------------- |
|            | Pjetër Losha  | 1358-1374        |
|            | Gjin Shpata   | 1374-1399        |
|            | Skurra Shpata | 1400–1401        |
|            | Muriq Shpata  | 1401–1415        |
|            | Jakub Shpata  | 1415-1416        |

### Vorstendom Balsha(1360–1421)
Dynastie: Balsha
| Afbeelding | Monarch          | Regeringsperiode |
| ---------- | ---------------- | ---------------- |
|            | Balsha I         | 1360-1362        |
|            | Strazimir Balsha | 1362-1373        |
|            | Gjergj I Balsha  | 1362-1378        |
|            | Balsha II        | 1378–1385        |
|            | Gjergj II Balsha | 1385–1403        |
|            | Balsha III       | 1403-1421        |

### Vorstendom Valona(1372-1417)
- Vanaf 1372 werd het vorstendom Valona, een vazal van het Keizerrijk Servië, geregeerd door het huis Balsha.

| Afbeelding | Monarch        | Regeringsperiode |
| ---------- | -------------- | ---------------- |
|            | Balsha II      | 1372-1385        |
|            | Komnena Balsha | 1385-1396        |
|            | Rudina Balsha  | 1414-1417        |

### Vorstendom Zenebishi(1373–1444)
| Afbeelding | Monarch         | Regeringsperiode |
| ---------- | --------------- | ---------------- |
|            | Gjon Zenebishi  | 1373-1418        |
|            | Depë Zenebishi  | 1418-1434        |
|            | Simon Zenebishi | 1443-1444        |

### Vorstendom Dukagjini(1387–1444)
Dynastie: Dukagjini
| Afbeelding | Monarch              | Regeringsperiode |
| ---------- | -------------------- | ---------------- |
|            | Pal I Dukagjini      | 1387–1393        |
|            | Lekë I Dukagjini     | 1387–1393        |
|            | Tanush II Dukagjini  | 1393–1413        |
|            | Pal II Dukagjini     | 1413–1444        |
|            | Lekë III Dukagjini   | 1444-1478        |
|            | Nikollë II Dukagjini | 1444-1478        |

### Vorstendom Kastrioti(1389–1444)
Dynastie: Kastrioti
| Afbeelding | Monarch          | Regeringsperiode |
| ---------- | ---------------- | ---------------- |
|            | Pal Kastrioti    | 1389–1407        |
|            | Gjon Kastrioti   | 1407–1437        |
|            | Gjergj Kastrioti | 1443–1468        |

### Vorstendom Arianiti(1392–1444)
Dynastie: Arianiti
| Afbeelding | Monarch         | Regeringsperiode |
| ---------- | --------------- | ---------------- |
|            | Komnen Arianiti | 1392–1432        |
|            | Gjergj Arianiti | 1432–1444        |

### Vorstendom Zaharia(1396–1444)
| Afbeelding | Monarch      | Regeringsperiode |
| ---------- | ------------ | ---------------- |
|            | Koja Zaharia | 1396-1430        |
|            | Lekë Zaharia | 1436-1444        |

### Vorstendom Spani(1400-1442)
| Afbeelding | Monarch       |
| ---------- | ------------- |
|            | Pjetër Spani  |
|            | Nikollë Spani |
|            | Alëks Spani   |
|            | Stefan Spani  |
|            | Marin Spani   |

### Vorstendom Dushmani(1402-1444)
| Afbeelding | Monarch       |
| ---------- | ------------- |
|            | Pal Dushmani  |
|            | Lekë Dushmani |
|            | Koja Dushmani |

### Liga van Lezhë(1444-1479)
| Afbeelding | Monarch            | Regeringsperiode |
| ---------- | ------------------ | ---------------- |
|            | Gjergj Kastrioti   | 1444–1468        |
|            | Lekë III Dukagjini | 1468–1479        |

## Lijst van Koningin-gemalinnen
| Afbeelding | Vorstin             | Partner              |
| ---------- | ------------------- | -------------------- |
|            | Komnena Nemanjić    | Dhimitër Progoni     |
|            | Chiranna Muzaka     | Andrea Gropa         |
|            | Efimija Matranga    | Andrea II Muzaka     |
|            | Helena Anjou        | Andrea I Thopia      |
|            | Vojsava Balsha      | Karl Thopia          |
|            | Teodora Branković   | Gjergj Thopia        |
|            | Irina Preljubović   | Gjin Shpata          |
|            | Nerata              | Muriq Shpata         |
|            | Olivera Mrnjavčević | Gjergj I             |
|            | Irena Dukagjini     | Strazimir Balsha     |
|            | Milica Mrnjavčević  | Strazimir Balsha     |
|            | Teodora Dejanović   | Strazimir Balsha     |
|            | Komnena Muzaka      | Balsha II            |
|            | Jelena Lazarević    | Gjergj II Balsha     |
|            | Mara Thopia         | Balsha III           |
|            | Bolja Zaharia       | Balsha III           |
|            | Irena Shpata        | Gjon Zenebishi       |
|            | Teodora Muzaka      | Lekë Dukagjini       |
|            | Chiranna Arianiti   | Nikollë II Dukagjini |
|            | Vojsava Tripalda    | Gjon Kastrioti       |
|            | Donika Arianiti     | Gjergj Kastrioti     |
|            | Jerina Branković    | Gjon Kastrioti II    |
|            | Maria Muzaka        | Gjergj Arianiti      |
|            | Pietrina Francone   | Gjergj Arianiti      |
|            | Boska Dukagjini     | Koja Zaharia         |
|            | Jerina Dushmani     | Lekë Zaharia         |

## Lijst van prinsen en prinsessen
- De onderstaande lijst bevat een overzicht van zoons en dochters van vorstelijke of adellijke Albanese echtparen tijdens hun heerschappij.

### Dynastie:Progoni
| Afbeelding | Naam           | Ouder(s) |
| ---------- | -------------- | -------- |
|            | Monarch Progon | onbekend |
|            | Prins Gjin     | Progon   |
|            | Prins Dhimitër | Progon   |

### Dynastie:Gropa
| Afbeelding | Naam              | Ouder(s) |
| ---------- | ----------------- | -------- |
|            | Monarch Pal Gropa | onbekend |
|            | Prins Andrea I    | onbekend |
|            | Prins Pal II      | onbekend |
|            | Prins Andrea II   | onbekend |
|            | Prins Zaharia     | onbekend |

### Dynastie:Matranga
| Afbeelding | Naam                   | Ouder(s)         |
| ---------- | ---------------------- | ---------------- |
|            | Monarch Vlash Matranga | onbekend         |
|            | Prins Pal              | onbekend         |
|            | Prins Blasius          | onbekend         |
|            | Prins Gjon             | Blasius Matranga |
|            | Prinses Efimija        | Pal Matranga     |
|            | Prinses Chiranna       | onbekend         |

### Dynastie:Muzaka
| Afbeelding | Naam                    | Ouder(s)                           |
| ---------- | ----------------------- | ---------------------------------- |
|            | Monarch Andrea I Muzaka | onbekend                           |
|            | Prins Teodor I          | Andrea I Muzaka                    |
|            | Prins Mentulo           | Teodor I Muzaka                    |
|            | Prins Andrea II         | Teodor I Muzaka                    |
|            | Prins Teodor II         | Andrea II Muzaka, Efimija Matranga |
|            | Prins Stoja             | Andrea II Muzaka, Efimija Matranga |
|            | Prins Gjin I            | Andrea II Muzaka, Efimija Matranga |
|            | Prinses Komnena         | Andrea II Muzaka, Efimija Matranga |
|            | Prinses Chiranna        | Andrea II Muzaka, Efimija Matranga |
|            | Prins Andrea III        | Gjin I Muzaka, Suina Arianiti      |
|            | Prins Teodor III        | Andrea III Muzaka, Anna Zenebishi  |
|            | Prins Gjin II           | Andrea III Muzaka, Anna Zenebishi  |
|            | Prinses Helena          | Andrea III Muzaka, Anna Zenebishi  |
|            | Prinses Maria           | Andrea III Muzaka, Anna Zenebishi  |
|            | Prins Nikollë           | Teodor II Muzaka                   |
|            | Prins Jakub             | Teodor III Muzaka                  |
|            | Prins Gjin III          | Gjin II Muzaka, Chiranna Matranga  |
|            | Prinses Zanfina         | Gjin II Muzaka, Chiranna Matranga  |

### Dynastie:Jonima
| Afbeelding | Naam                     | Ouder(s) |
| ---------- | ------------------------ | -------- |
|            | Monarch Vladislav Jonima | onbekend |
|            | Prins Marin              | onbekend |
|            | Prins Dhimitër           | onbekend |
|            | Prinses Komnena          | onbekend |

### Dynastie:Thopia
| Afbeelding | Naam                    | Ouder(s)                      |
| ---------- | ----------------------- | ----------------------------- |
|            | Monarch Tanush I Thopia | onbekend                      |
|            | Prins Andrea I          | Tanush I Thopia               |
|            | Prins Karl              | Andrea I Thopia, Helena Anjou |
|            | Prins Gjergj            | Karl Thopia, Vojsava Balsha   |
|            | Prins Niketa            | Karl Thopia, Vojsava Balsha   |
|            | Prinses Helena          | Karl Thopia, Vojsava Balsha   |
|            | Prinses Maria           | Karl Thopia, Vojsava Balsha   |
|            | Prinses Vojsava II      | Karl Thopia, Vojsava Balsha   |
|            | Prinses Mara            | Niketa Thopia                 |

### Dynastie:Losha
| Afbeelding | Naam                 | Ouder(s)     |
| ---------- | -------------------- | ------------ |
|            | Monarch Pjetër Losha | onbekend     |
|            | Prins Gjon           | Pjetër Losha |

### Dynastie:Shpata
| Afbeelding | Naam                | Ouder(s)                       |
| ---------- | ------------------- | ------------------------------ |
|            | Monarch Gjin Shpata | Pietro Bua                     |
|            | Prins Skurra        | Pietro Bua                     |
|            | Prins Muriq         | onbekend                       |
|            | Prins Jakub         | onbekend                       |
|            | Prinses Irena       | Gjin Shpata, Irina Preljubović |

### Dynastie:Balsha
| Afbeelding | Naam               | Ouder(s)                             |
| ---------- | ------------------ | ------------------------------------ |
|            | Monarch Balsha I   | onbekend                             |
|            | Prins Gjergj I     | Balsha I                             |
|            | Prins Strazimir    | Balsha I                             |
|            | Prins Balsha II    | Balsha I                             |
|            | Prinses Vojsava    | Balsha I                             |
|            | Prinses Jevdokija  | Gjergj I, Olivera Mrnjavčević        |
|            | Prins Konstantin   | Gjergj I, Teodora Dejanović          |
|            | Prinses Jelisaveta | Gjergj I, Teodora Dejanović          |
|            | Prinses Gojsava    | Gjergj I, Teodora Dejanović          |
|            | Prinses Rudina     | Balsha II, Komnena Muzaka            |
|            | Prins Gjergj II    | Strazimir Balsha, Milica Mrnjavčević |
|            | Prins Gojko        | Strazimir Balsha, Milica Mrnjavčević |
|            | Prins Ivan         | Strazimir Balsha, Milica Mrnjavčević |
|            | Prins Balsha III   | Gjergj II, Jelena Lazarević          |
|            | Prinses Jelena     | Balsha III, Mara Thopia              |
|            | Prinses Teodora    | Balsha III, Mara Thopia              |

### Dynastie:Zenebishi
| Afbeelding | Naam                   | Ouder(s)                     |
| ---------- | ---------------------- | ---------------------------- |
|            | Monarch Gjon Zenebishi | onbekend                     |
|            | Prins Depë             | Gjon Zenebishi, Irena Shpata |
|            | Prinses Anna           | Gjon Zenebishi, Irena Shpata |
|            | Prinses Maria          | Gjon Zenebishi Irena Shpata  |
|            | Prins Simon            | Depë Zenebishi               |

### Dynastie:Dukagjini
| Afbeelding | Naam                    | Ouder(s)                                |
| ---------- | ----------------------- | --------------------------------------- |
|            | Monarch Pal I Dukagjini | Tanush I Dukagjini                      |
|            | Prins Lekë I            | Tanush I Dukagjini                      |
|            | Prins Tanush II         | Pal I Dukagjini                         |
|            | Prins Pal II            | Tanush II Dukagjini                     |
|            | Prins Lekë III          | Pal II Dukagjini                        |
|            | Prins Nikollë           | Pal II Dukagjini                        |
|            | Prins Stefan            | Lekë Dukagjini, Teodora Muzaka          |
|            | Prins Nikollë III       | Lekë Dukagjini, Teodora Muzaka          |
|            | Prins Progon            | Nikollë II Dukagjini, Chiranna Arianiti |
|            | Prins Gjergj            | Nikollë II Dukagjini, Chiranna Arianiti |
|            | Prinses Draga           | Nikollë II Dukagjini, Chiranna Arianiti |
|            | Prinses Irena           | onbekend                                |
|            | Prinses Maria           | onbekend                                |
|            | Prinses Boska           | onbekend                                |

### Dynastie:Kastrioti
| Afbeelding | Naam                   | Ouder(s)                          |
| ---------- | ---------------------- | --------------------------------- |
|            | Monarch Pal Kastrioti  | Konstantin Kastrioti              |
|            | Prins Konstantin II    | Pal Kastrioti                     |
|            | Prins Aleksandër       | Pal Kastrioti                     |
|            | Prins Gjon             | Pal Kastrioti                     |
|            | Prins Reposh           | Gjon Kastrioti, Vojsava Tripalda  |
|            | Prins Stanisha         | Gjon Kastrioti, Vojsava Tripalda  |
|            | Prins Konstantin III   | Gjon Kastrioti, Vojsava Tripalda  |
|            | Prins Gjergj           | Gjon Kastrioti, Vojsava Tripalda  |
|            | Prinses Mara           | Gjon Kastrioti, Vojsava Tripalda  |
|            | Prinses Jelena (Gjela) | Gjon Kastrioti, Vojsava Tripalda  |
|            | Prinses Mamica         | Gjon Kastrioti, Vojsava Tripalda  |
|            | Prinses Angjelina      | Gjon Kastrioti, Vojsava Tripalda  |
|            | Prinses Vlajka         | Gjon Kastrioti, Vojsava Tripalda  |
|            | Prins Gjon II          | Gjergj Kastrioti, Donika Arianiti |

### Dynastie:Arianiti
| Afbeelding | Naam                    | Ouder(s)                           |
| ---------- | ----------------------- | ---------------------------------- |
|            | Monarch Komnen Arianiti | onbekend                           |
|            | Prins Vladan            | Komnen Arianiti                    |
|            | Prins Muzakë            | Komnen Arianiti                    |
|            | Prins Gjergj            | Komnen Arianiti                    |
|            | Prins Arian             | Gjergj Arianiti, Pietrina Francone |
|            | Prins Thoma             | Gjergj Arianiti, Pietrina Francone |
|            | Prinses Donika          | Gjergj Arianiti, Maria Muzaka      |
|            | Prinses Angjelina       | Gjergj Arianiti, Maria Muzaka      |
|            | Prinses Despina         | Gjergj Arianiti, Maria Muzaka      |
|            | Prinses Katerina        | Gjergj Arianiti, Maria Muzaka      |
|            | Prinses Maria           | Gjergj Arianiti, Maria Muzaka      |
|            | Prinses Vojsava         | Gjergj Arianiti, Maria Muzaka      |
|            | Prinses Komnena         | Gjergj Arianiti, Maria Muzaka      |
|            | Prinses Helena          | Gjergj Arianiti, Maria Muzaka      |
|            | Prinses Chiranna        | Gjergj Arianiti, Maria Muzaka      |
|            | Prinses Teodora         | Gjergj Arianiti, Maria Muzaka      |

### Dynastie:Zaharia
| Afbeelding | Naam                 | Ouder(s)                      |
| ---------- | -------------------- | ----------------------------- |
|            | Monarch Koja Zaharia | onbekend                      |
|            | Prins Lekë           | Koja Zaharia, Boska Dukagjini |
|            | Prinses Bolja        | Koja Zaharia, Boska Dukagjini |
|            | Prinses Dorothea     | onbekend                      |
|            | Prinses Helena       | onbekend                      |

### Dynastie:Spani
| Afbeelding | Naam                 | Ouder(s) |
| ---------- | -------------------- | -------- |
|            | Monarch Pjetër Spani | onbekend |
|            | Prins Alëks          | onbekend |
|            | Prins Nikollë        | onbekend |
|            | Prins Stefan         | onbekend |
|            | Prins Marin          | onbekend |
|            | Prinses Dominika     | onbekend |
|            | Prinses Angjelina    | onbekend |

### Dynastie:Dushmani
| Afbeelding | Naam                    | Ouder(s)      |
| ---------- | ----------------------- | ------------- |
|            | Monarch Pjetër Dushmani | onbekend      |
|            | Prins Koja              | onbekend      |
|            | Prins Lekë              | onbekend      |
|            | Prinses Jerina          | Lekë Dushmani |